# A' Katīgoria 1937-1938
La A' Katīgoria 1937-1938 fu la 4ª edizione del massimo campionato di calcio cipriota. Si concluse con l'affermazione finale dell'APOEL, che vinse il terzo titolo della sua storia.

## Stagione

### Novità
Dalle sette partecipanti del precedente torneo, Olympiakos Nicosia e Anorthōsis rinunciarono ad iscriversi, riducendo il numero di partecipanti ad appena cinque.

### Formula
Le squadre partecipanti erano cinque e non erano previste retrocessioni. Venivano dati due punti per ogni vittoria, uno per ogni pareggio e zero per ogni sconfitta.
Le cinque squadre disputavano un girone di andata e uno di ritorno, per un totale di otto incontri per squadra, ma ne furono disputate solo le prime cinque.

## Squadre partecipanti
| Club          | Città    | Stadio             | Stagione precedente |
| ------------- | -------- | ------------------ | ------------------- |
| AEL Limassol  | Limassol | Stadio GSO         | 4º in A' Katīgoria  |
| APOEL         | Nicosia  | Stadio Vecchio GSP | 1º in A' Katīgoria  |
| Arīs Limassol | Limassol | Stadio GSO         | 5º in A' Katīgoria  |
| Lefkoşa Türk  | Nicosia  | Stadio Vecchio GSP | 3º in A' Katīgoria  |
| Trast         | Nicosia  | Stadio Vecchio GSP | 2º in A' Katīgoria  |

## Classifica finale
|                  | Pos. | Squadra       | Pt | G | V | N | P | GF | GS | DR  |
| ---------------- | ---- | ------------- | -- | - | - | - | - | -- | -- | --- |
| Cipro (bandiera) | 1.   | APOEL         | 11 | 6 | 5 | 1 | 0 | 27 | 11 | +16 |
|                  | 2.   | Trast         | 5  | 4 | 1 | 3 | 0 | 7  | 9  | -2  |
|                  | 3.   | Lefkoşa Türk  | 5  | 4 | 2 | 2 | 1 | 8  | 8  | +0  |
|                  | 4.   | AEL Limassol  | 3  | 5 | 1 | 1 | 3 | 15 | 14 | +1  |
|                  | 5.   | Arīs Limassol | 0  | 5 | 0 | 0 | 5 | 5  | 20 | -15 |

## Risultati

### Tabellone
Elenco dei risultati:
|               | AEL  | APL  | ARL  | TRS  | LTK  |
| ------------- | ---- | ---- | ---- | ---- | ---- |
| AEL Limassol  | –––– | 1-3  | 6-0  | 1-1  | -    |
| APOEL Nicosia | 6-5  | –––– | 6-1  | -    | 6-0  |
| Aris Limassol | -    | 2-4  | –––– | -    | -    |
| Trast         | -    | 2-2  | 4-2  | –––– | 0-0  |
| Lefkosa Turk  | 4-2  | -    | -    | 4-0  | –––– |